# Bee Myself Bee Yourself 〜自分らしく君らしく生まれたストーリーは始まってんだ〜
「Bee Myself Bee Yourself 〜自分らしく君らしく生まれたストーリーは始まってんだ〜」（ビーマイセルフビーユアセルフ じぶんらしくきみらしくうまれたストーリーははじまってんだ）は、2013年6月にリリースされたアンティック-珈琲店-の通算18枚目のシングルである。発売元はRed Cafe。

## 解説
アンティック-珈琲店-（アンカフェ）が再始動後、4年ぶりに3カ月連続でシングルを発売する。
その名も「原宿参部作リターンズ!」
このシングルは原宿奪還のための第1弾。
カップリングには当時の「原宿参部作」の中から「テケスタ光線」をりアレンジして「アンチエイジングver」として収録。

## 収録曲
1. Bee Myself Bee Yourself 〜自分らしく君らしく生まれたストーリーは始まってんだ〜 (4分36秒)
2. テケスタ光線 〜アンチエイジングver〜　(5分06秒)
  - 作詞:みく